# Ema Ndoja
Ema Ndoja (ur. 27 marca 1968 w Szkodrze) – albańska aktorka.

## Życiorys
W 1987 ukończyła studia na wydziale aktorskim Instytutu Sztuk w Tiranie. Po studiach rozpoczęła pracę w Teatrze Migjeni w Szkodrze.
Na dużym ekranie zadebiutowała w 1985 jeszcze jako studentka rolą Riny w filmie Në prag të jetës. Potem zagrała jeszcze w pięciu filmach fabularnych.
W 1986 znalazła się w gronie konferansjerów, prowadzących XXV Festiwal Piosenki Albańskiej. W latach 90. wyjechała do Niemiec, skąd powróciła do Albanii w 2011.
Wdowa (jej mężem był polityk niemiecki Rezzo Schlauch).

## Role filmowe
- 1985: Në prag të jetës jako Rina
- 1986: Guri i besës jako Mirketa
- 1987: Vrasje ne gjueti jako Linda
- 1988: Pranvera serdhi vetem jako balerina
- 1989: Balada e Kurbinit jako Donika
- 1990: Fletë të bardha jako Ana Perlati